# Coulterella capitata
Coulterella capitata là một loài thực vật có hoa trong họ Cúc. Loài này được Vasey & Rose mô tả khoa học đầu tiên năm 1890.